# Provincia de Nghệ An
Nghe An (en vietnamita: Nghệ An) es una de las provincias que conforman la organización territorial de la República Socialista de Vietnam, es conocida por ser el lugar de nacimiento de Ho Chi Minh.

## Geografía
Nghe An se localiza en la región de la Costa Central del Norte. La provincia mencionada posee una extensión de territorio que abarca una superficie de 16.487,4 kilómetros cuadrados.

## Demografía
La población de esta división administrativa es de 3.042.000 personas (según el censo de 2005). Estos datos arrojan que la densidad poblacional de esta provincia es de 184,50 habitantes por cada kilómetro cuadrado.

## Personajes históricos
De la provincia de Nghe An son originarios dos de los personajes más trascendentes de la historia moderna vietnamita. Ellos son Phan Bội Châu nacionalista vietnamita quien se oponía al dominio Francia ejercía en su país; y por último aquí también nació Hồ Chí Minh quien es conocido por haber sido un político, revolucionario comunista vietnamita, presidente (1954 - 1969) de la República Democrática de Vietnam (Vietnam del Norte) y poeta. 
- Datos: Q36587
- Multimedia: Nghe An / Q36587